# مریز (ویرجینیای غربی)
مریز(به انگلیسی: St. Marys) شهری در ایالت ویرجینیای غربی کشور ایالات متحده آمریکا است که جمعیت آن در سرشماری سال ۲۰۲۰ میلادی ۱,۸۴۷ نفر بوده است. همچنین در سرشماری سال ۲۰۱۰ میلادی، این شهر ۱٬۸۶۰ نفر جمعیت داشته است.